# Blepisanis glabra
Blepisanis glabra là một loài bọ cánh cứng trong họ Cerambycidae.